# Međunarodno komuniciranje
Međunarodna komunikacija (takođe poznata kao globalna ili transnacionalna komunikacija) jeste komunikacijska praksa koja se javlja preko međunarodnih granica.Potreba za međunarodnim komuniciranjem nastaje usled sve većeg uticaja globalizacije. Kao jedna od oblasti studija, međunarodna komunikacija predstavlja ogranak komunikacijskih studija koja se bavi interakcijom na globalnom nivou. Ona obuhvata političku, ekonomsku, socijalnu, kulturnu i vojnu zabrinutost.

## Istorijski kontekst

### Komunikacija i carstvo
Efikasne komunikacione mreže odigrale su ključnu ulogu u uspostavljanju drevne carske vlasti i međunarodne trgovine. Obim imperije može da se koristi kao pokazatelj uspješnosti komunikacije. Drevna carstva kao što su Rim, Persija i Kina, koristila su pisanje u prikupljanju informacija i sredstava za disperziju, stvarajući ogromne poštanske i otpremne sisteme. Već u petnaestom veku, vesti su počele da se šire transnacionalno u  Evropi. Trgovci u Veniciji, Antverpenu, Nurnbergu već su tada počeli sa svojim partnerima deliti ekonomske biltene i stvarati zajedničke vrednosti i uverenja u prava kapitala.

### Pojava telegrafa
Amerikanac Samuel Morse izumio je 1837. telegraf i posebnu abecedu nazvanu Morseova abeceda koja se sastojala od dugih i kratkih signala za prenošenje poruka na velike udaljenosti. S obzirom na njegovu brzinu i pouzdanost u pružanju informacija, telegraf je ponudio mogućnosti za kapital i vojnu ekspanziju.

### Era novinskih agencija
Novinske industrije i međunarodne telegrafske mreže međusobno olakšavaju jedni drugima. S obzirom da je ponuda i potražnja industrije novina naglo porasla u devetnaestom veku, tako su novinske agencije osnovane uspešno. Francuska agencija Havas osnovana je 1835. godine, njemačka agencija Wolffin 1849 i britanski Reuters 1851. Ove tri evropske agencije, koje su počele da funkcionišu na međunarodnom nivou, bile su subvencionirane od strane svojih vlada.

### Emitovanje radijskog programa
Tokom Prvog svetskog rata i Drugog svetskog rata radio emitovanje odigralo je značajnu ulogu u upravljanju domaće i međunarodne diplomatije u inostranstvu. Čak i u doba Hladnog rata, međunarodna radio komunikacija služila je kao propaganda mnogim odgovarajućim ideologijama. Istaknuti primer je program Glas Amerike, koji je svojim programima širio ideju „američkog sna“ međunarodnoj medijskoj publici.

### Novi komunikacijski poredak
Nakon što je Hladni rat zvanično završen 1990. godine, intenzivni odnosi velikih sila zaustavljeni su raspadom Sovjetskog Saveza i hitnošću problema zemalja Trećeg sveta, te prethodno neujednačeno razvijena komunikacija više nije mogla da postoji. Treći svet pozvao je na prestanak marginalizovanog komunikacionog statusa siromašnog sveta. Pogotovo je ovaj zahtev pojačan od kada su međunarodne komunikacije zakoračile u novo informatičko doba, „konvergenciju telekomunikacija i računarstva i sposobnost pokretanja svih vrsta podataka – slike, reči, zvuk – putem interneta kao i da služe međunarodnoj razmeni informacija."

### Pristupi istraživanja međunarodne komunikacije
Jedna od najočiglednijih manifestacija međunarodne komunikacije su vesti iz sveta. Ali osim u novinarstvu, međunarodna komunikacija javlja se i u drugim oblastima (kultura, tehnologija, nauka), a priroda informacija koja cirkuliše može da se svrsta u razne kategorije, kao što je kultura (muzika, film, sport), nauka (stručni radovi objavljeni u inostranstvu, naučne razmene ili saradnja) i inteligencija (izveštaji diplomatija, međunarodna špijunaža, itd). Studija međunarodne komunikacije uključuje veliku pažnju u cirkulaciji vesti među različitim zemljama (koncept vesti), moć medija (konglomerati i novinske agencije) i na nedostatke kakvi su kulturni imperijalizam i medijski imperijalizam.

## Literatura
- Innis, H. (1972). Empire and communications. Toronto: University of Toronto Press. стр. 9.